# Wet Dream
Wet Dream är det är ett första soloalbumet av Pink Floyd-medlemmen Richard Wright, utgivet 15 september 1978.

## Låtlista
Alla sånger är skrivna av Richard Wright, om annat inte anges.
1. "Mediterranean C" – 3:52
2. "Against the Odds" (Richard Wright/Juliette Wright) – 3:57
3. "Cat Cruise" – 5:14
4. "Summer Elegy" – 4:53
5. "Waves" – 4:19
6. "Holiday" – 6:11
7. "Mad Yannis Dance" – 3:19
8. "Drop In From the Top" – 3:25
9. "Pink's Song" – 3:28
10. "Funky Deux" – 4:57